# Лунцюаньи
Лунцюаньи́ (кит. упр. 龙泉驿, пиньинь Lóngquányì, буквально: «почтовая станция Лунцюань») — район городского подчинения города субпровинциального значения Чэнду провинции Сычуань (КНР).

## История
При империи Тан в 700 году был образован уезд Дунъян (东阳县). Позднее, так как на его территории находился пруд Линчи, уезд был переименован в Линчи (灵池县). При империи Сун уезд был переименован в Линцюань (灵泉县). При империи Юань здесь была создана станция почтовой связи. При империи Мин в 1373 году уезд был ликвидирован, а вместо него образована область Цзяньчжоу (简州). В 1513 году здесь был основан караул, а также образована почтовая станция Лунцюань (龙泉驿), считавшаяся «головной станцией области Чуаньдун» (川东首驿).
После образования Китайской республики эти места перешли в подчинение уезду Цзяньян (简阳县).
В 1959 году из частей территорий уездов Цзяньян и Хуаян (华阳县) был образован район Лунцюаньи города Чэнду. В 1976 году к району Лунцюаньи была присоединена ещё часть территории уезда Цзяньян.

## Административное деление
Район Лунцюаньи делится на 4 уличных комитета, 7 посёлков и 1 волость.

## Экономика
В районе базируется 7-е НПО (Сычуаньская академия космических технологий) — подразделение компании China Aerospace Science and Technology Corporation.